# Matilda de Suabia
Matilda de Suabia (n. 1045, Pöhlde⁠(d), Herzberg⁠(d), Germania – d. 12 mai 1060), aparținând Dinastiei Saliene, a fost ducesă de Suabia prin căsătoria cu Rudolf de Rheinfelden.

## Biografie
Matilda a fost a treia fiică a împăratului Henric al III-lea cu cea de-a doua soție, Agnes de Poitou. Ea s-a născut probabil la Pöhlde în octombrie 1048.
În 1057 Rudolf de Rheinfelden a primit titlul de Duce de Suabia de la împărăteasa Agnes, iar logodna sa cu Matilda a avut loc probabil cu această ocazie. Se spune că Rudolf a obținut această înfeudare (feuda fiind liberă de la moartea lui Otto al III-lea de Schweinfurt) și logodna ca urmare a răpirii Matildei în vârstă de nouă ani. Nunta a avut loc la sfârșitul anului 1059, dar Matilda a murit curând după aceea, în mai 1060 la Goslar. 
Se presupune că Matida a fost înmormântată în Domul din Goslar.
De asemenea, s-a presupus că Matilda ar fi fost mama ducelui Berthold de Suabia, dar acest fapt nu s-a dovedit. Identitatea lui Berthold de Suabia este încă disputată, considerându-se că mama sa a fost Adelaida de Savoia, cea de-a doua soție al lui Rudolf de Rheinfelden.